# Luis César Aguirre
Luis César Aguirre Salmerón (fallecido el 1 de diciembre de 2020) fue un músico mexicano, reconocido por haber fundado las agrupaciones de ska punk Los Estrambóticos y Bóxer.

## Biografía
Aguirre, conocido como «el Capi», fundó junto a Arturo Ruelas y David Sánchez en 1992 la agrupación de ska punk Los Estrambóticos, una de las primeras bandas del género en México. Ese mismo año publicó con la banda el demo Los estrambóticos sueños de anoche, seguido de un disco homónimo en 1993. Luego de publicar tres álbumes de estudio y de colaborar en la composición de temas reconocidos del grupo como «Peter Punk», «Soñar contigo», «La herida» y «La cerveza y el dolor», en el año 2005 abandonó la formación para fundar la banda Bóxer.
Aguirre falleció el 1 de diciembre de 2020. Aunque algunos medios han afirmado que el músico murió luego de contraer COVID-19, la verdadera causa de su muerte aún no ha sido especificada de manera oficial.

## Discografía

### Con Los Estrambóticos
- 1993 - Los estrambóticos
- 1997 - Piel de banqueta
- 1999 - Objeto extraviado